# NGC 4818
NGC 4818 (również PGC 44191) – galaktyka spiralna z poprzeczką (SBab), znajdująca się w gwiazdozbiorze Panny. Odkrył ją 3 marca 1786 roku William Herschel. Jest to galaktyka gwiazdotwórcza.